# Ramón Heredia
Ramón Heredia (26 de fevereiro de 1951) é um ex-futebolista argentino que competiu na Copa do Mundo FIFA de 1974.

## Títulos
Atlético de Madrid
- Copa Intercontinental: 1974